# 清津市
41°48′N 129°47′E / 41.800°N 129.783°E
清津市（朝鲜语：／ Chŏngjin si */?）是朝鲜民主主义人民共和国咸镜北道的首府，亦是朝鮮第三大都市，是朝鮮北部的重點工業城市，人口約為700,000人。

## 地理

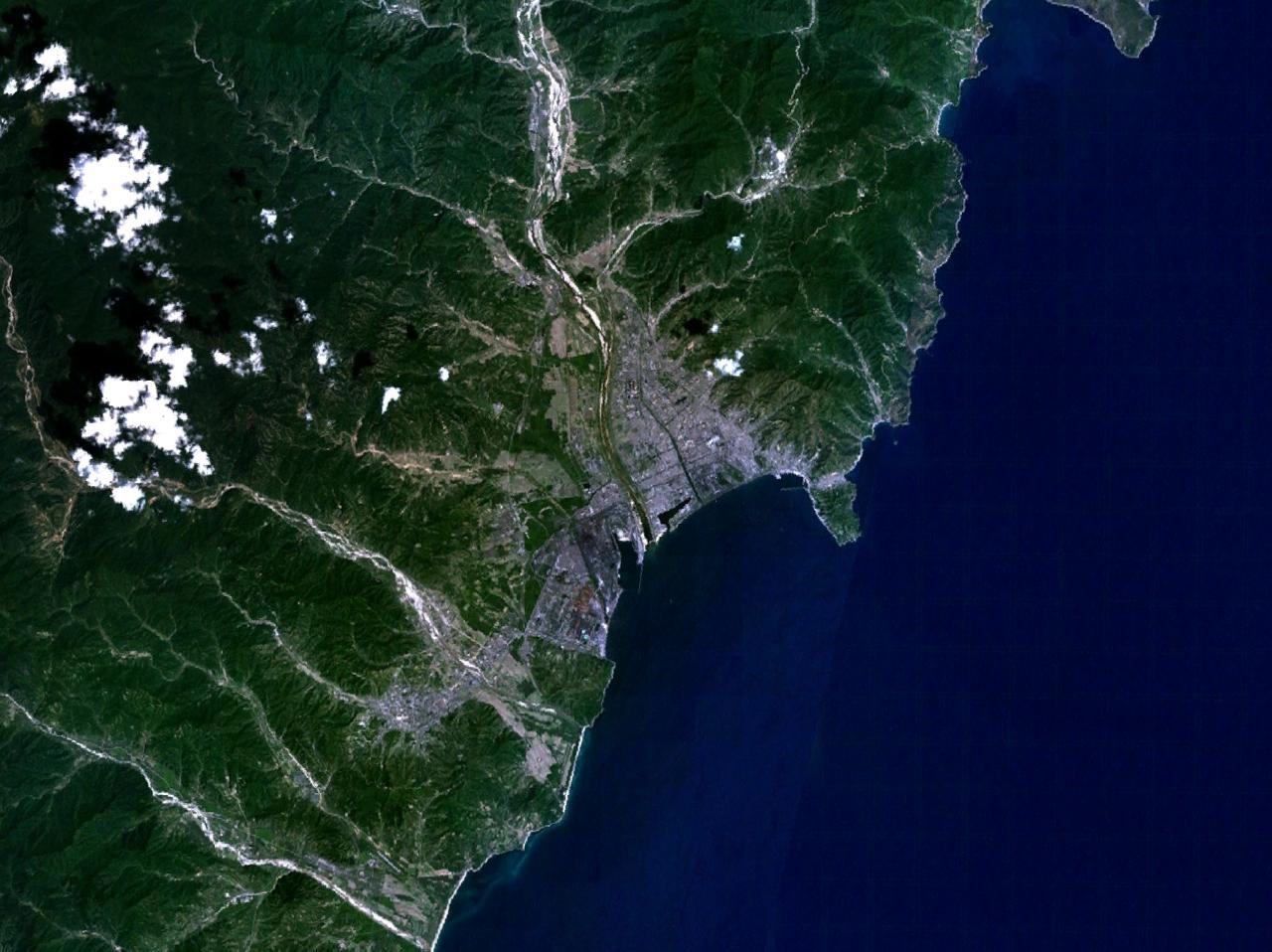
清津市衛星照

位於咸鏡北道南部、臨近朝鮮東海的港灣城都市。東北部是羅先市、西部是富寧郡及茂山郡、南部是鏡城郡、北部是會寧市。是北韓的鋼鐵基地。

## 歷史
古代屬於高句麗、渤海的領土，其後歷經中國的金國及元朝統治。元治時期曾名為蓬苦站。明朝初期，朱元璋評軍需運糧至此不方便，撤衛，將之劃予高麗，有高麗當年文書為證（孟森「清始祖布庫里雍順之考證」），高麗因此設置鏡城郡；朝鮮王朝時代屬富居縣所管轄的小漁村。
- 1904年發生日俄戰爭時，被日本軍用作軍資補給站。
- 1908年時，日本使朝鮮開設通商港口；日本殖民時代發展成鋼鐵製造基地。
- 1941年，正式升格成為城市。
- 1945年8月13日，被蘇聯軍隊佔領、成為第一批解放的北韓城市。
- 1960年代曾一度脫離咸鏡北道，升格為中央直轄市。
- 1985年時，又歸咸鏡北道管轄，並成為首府。
- 2012年9月1日，中国延边海华集团在平壤与朝鲜港湾会社签署合营合同成立海港合营公司，共同管理和利用年吞吐能力达700万吨的清津港3、4号连接线码头，合营期限为30年[3]。

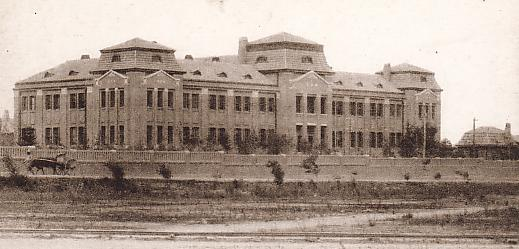
日治時代總督府
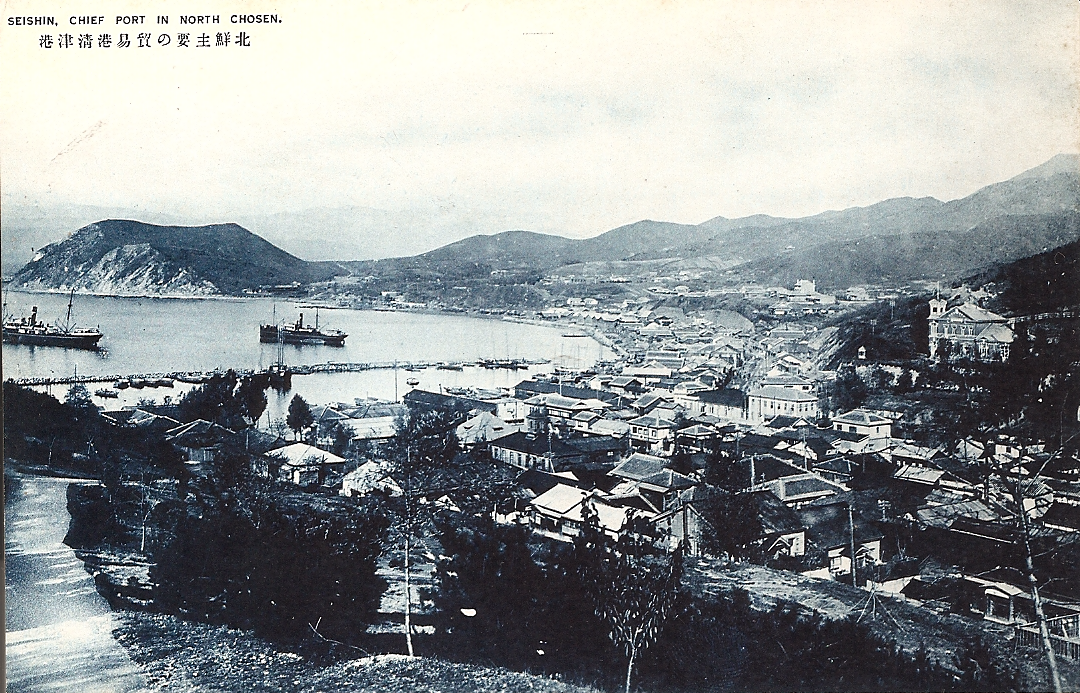
日治時代清津港
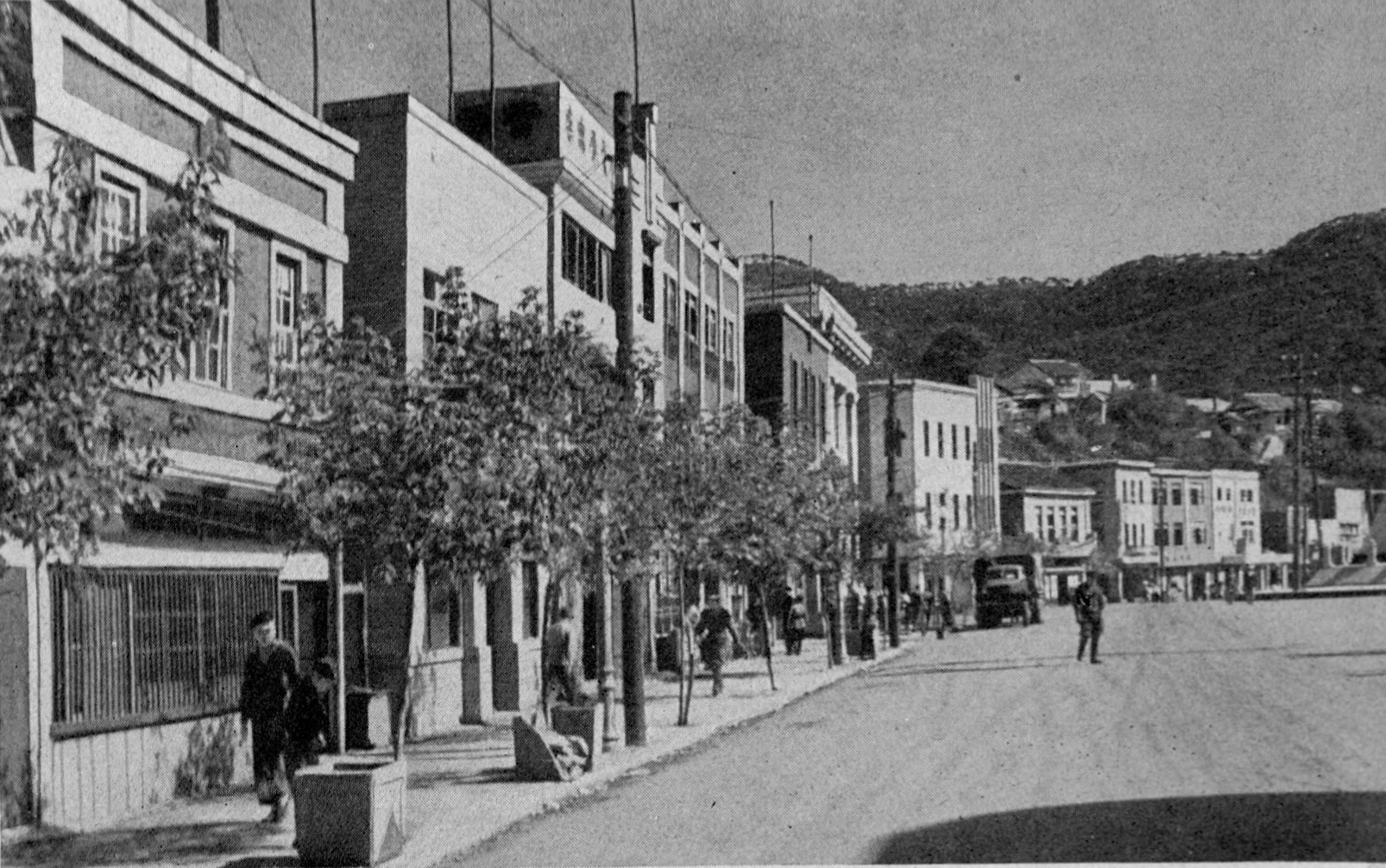
清津市街景（1946年）
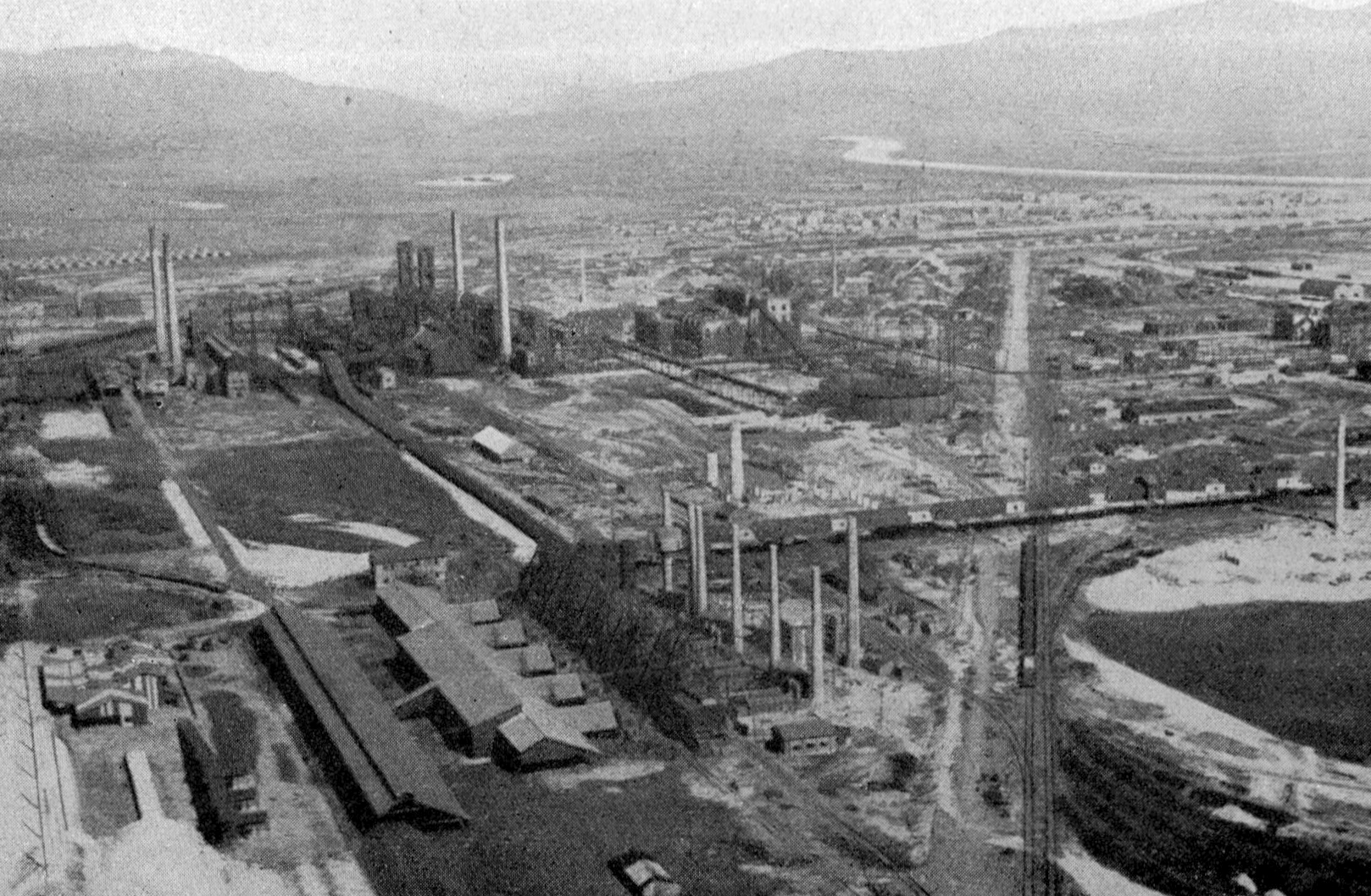
清津市工業區（1946年）

## 行政區域
清津市共分成7個區域，區域下共轄93洞、14里：
- 羅南區域（라남구역）（19洞・2里）：咸鏡北道廳所在地
- 富潤區域（7洞・1里）
- 松坪區域（13洞・5里）
- 水南区域（수남구역）（9洞）
- 新岩區域（신암구역）（10洞）
- 浦港區域（포항구역）（14洞）：市中心部所在
- 青岩區域（21洞・6里）

## 经济
清津市有出产镍矿的富润矿山:26。市内还有清津经济开发区。

## 高等院校
- 清津技術大學
- 清津礦業大學
- 清津師範大學
- 咸北農業大學
- 清津礦山金屬大學
- 清津醫學大學
- 清津農業大學
- 吳仲恰清津第一師範大學
- 清津第二師範大學
- 清津工業大學

## 交通
- 无轨电车及有軌電車
  - 市内道路公共交通以无轨电车为主。

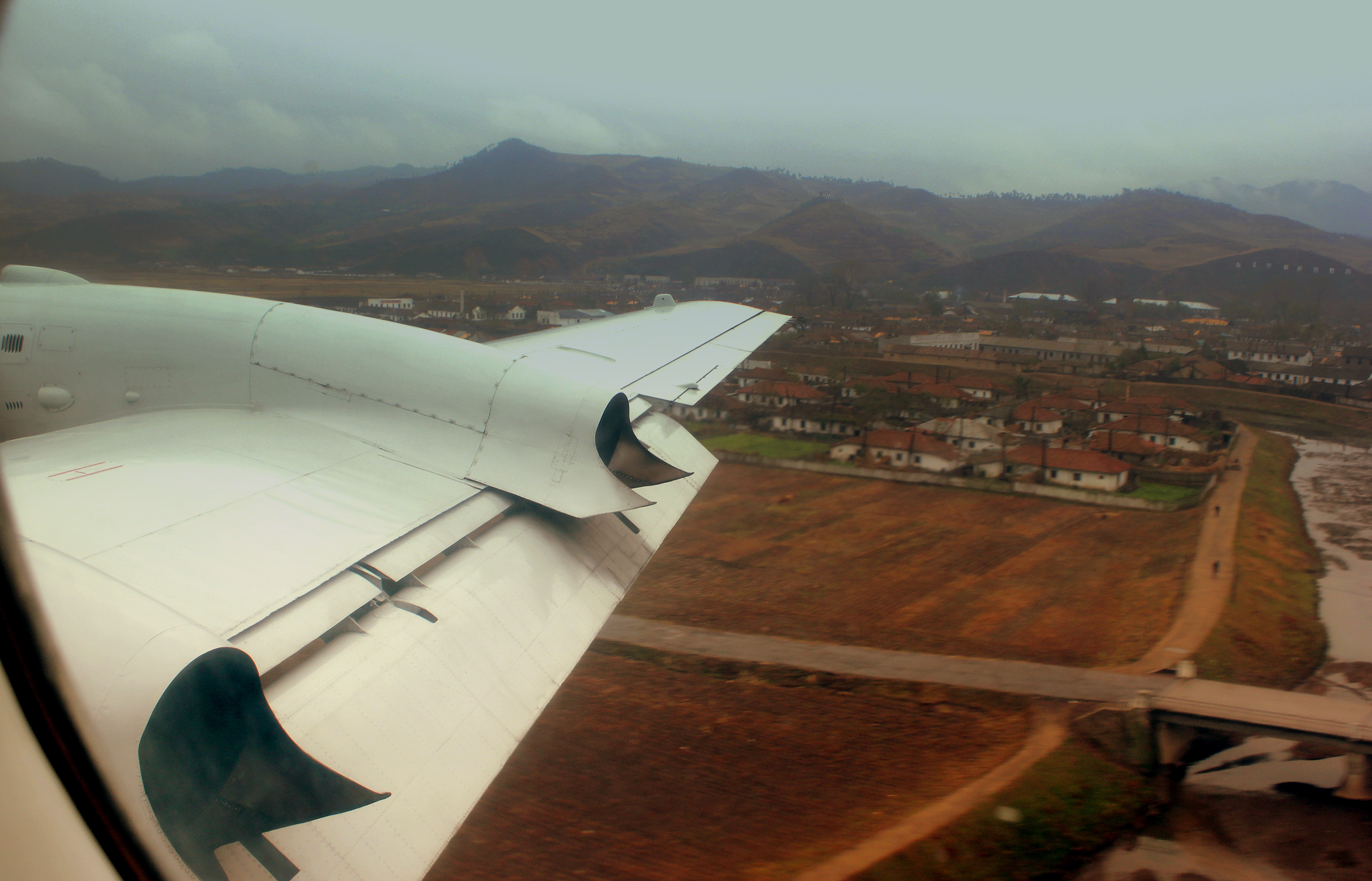
清津機場附近

  - 除平壤外，它是唯一擁有有軌電車的北韓城市，使用中國製造的車辆。
- 鐵路 及 公路
  - 鐵路北上聯接中國的鐵路系統，亦可經羅先的寬軌鐵路與俄羅斯聯邦的運輸系统連接。
  - 鐵路南下經金策市、咸興市，可通平壤，至平壤的電氣化鐵路長約788公里。
- 航空站可使用位于咸鏡北道的漁郎郡之清津機場，北韓政府計劃擴建該機場成為北韓的第二個國際機場。另外亦可以使用中國的吉林省的延吉朝陽川機場(IATA Code : YNJ)，該機場距離清津市約166公里。

### 清津港口
清津港口（청진항）被分為「東港」及「西港」兩部分，兩碼頭之間相距4.7公里（2.9英里），由人造防波隄庇護，每年平均膨脹約0.4公呎，由於受暖流影響屬四季永不凍港，潮汐落差約20至30厘米，配備了現代化裝卸貨物設施，設有7個貨站，能容納多部5,000至10,000公噸級的貨車，又有鐵路接通中華人民共和國及俄罗斯聯邦，每年吞吐能力達800萬公噸。水深12公呎，能接待2萬公噸的貨船，與北韓西岸黄海畔的南浦港口都是北朝鮮最大的港口。主要連通日本的京都之舞鶴港及新潟港。主要處理五穀類、鋼鐵、豬鋼、廢鐵、磁鐵礦和其它礦物等商品，它設有佔地300,000平方公呎的貨倉及露天貨場。

## 文化
清津因為地利之便，是北韓最先流行牛仔褲的地方。儘管其經濟條件不如首都平壤，但因為離政權中心較遠，穿衣管制寬鬆，加上當地的貿易商常會從日本進口衣物，使得清津市民的穿著甚至比平壤更時髦，被外界稱為北韓的『時尚首都』。

## 对外交流
清津市是北韓唯一駐有外國領事館的城市。中華人民共和國与俄罗斯在清津市设有领事馆。

## 朝鲜之声发射台
朝鲜对外广播电台朝鲜之声在本市设有中波发射台，发射机功率500千瓦，使用中波621千赫播出，主要向日本转播朝鲜之声的日语节目。

## 相關作品
- 我們最幸福：北韓人民的真實生活

## 外部連結
- 朝鮮地圖 （页面存档备份，存于）